# Burak
Burak ist ein türkischer männlicher Vorname, abgeleitet vom arabischen Buraq, dem sagenhaften Reittier des Propheten Mohammed.

## Namensträger

### Vorname
- Burak Akdiş (* 1977), türkischer Fußballspieler
- Burak Akyıldız (* 1985), türkischer Fußballspieler
- Burak Altıparmak (* 1990), deutsch-türkischer Fußballspieler
- Burak Asan (* 1997), türkischer Fußballspieler
- Burak Ayaz (* 1993), türkischer Fußballspieler
- Burak Aydin (* 1995), türkischer Fußballspieler
- Burak Aydos (* 1972), türkischer Pop- und Arabesk-Sänger
- Burak Azak (* 1991), türkischer Springreiter
- Burak Balcı (* 1994), türkischer Fußballspieler
- Burak Bekaroğlu (* 1997), türkischer Fußballspieler
- Burak Bilgin (* 1992), deutscher Fußballspieler
- Burak Çalık (* 1989), türkischer Fußballspieler
- Burak Çebi (* 1985), türkischer Pianist
- Burak Dilmen (* 1963), türkischer Fußballspieler und -trainer
- Burak Göksel (* 1991), türkischer Fußballspieler
- Burak İnce (* 2004), türkischer Fußballspieler
- Burak Kapacak (* 1999), türkischer Fußballspieler
- Burak Kaplan (* 1990), türkischer Fußballspieler
- Burak Karaduman (* 1985), türkischer Fußballspieler
- Burak Karan (1987–2013), deutscher Fußballspieler
- Burak Keskin (* 1987), türkischer Fußballspieler
- Burak Kut (* 1973), türkischer Popmusiker
- Burak Özçivit (* 1984), türkischer Schauspieler
- Burak Özsaraç (* 1979), türkischer Fußballspieler
- Burak Özsoy (* 1994), türkischer Fußballspieler
- Burak Seres (* 1992), türkischer Fußballspieler
- Burak Uça (* 1989), deutsch-türkischer Fußballspieler
- Burak Yeter (* 1982), türkischer Musiker, DJ und Musikproduzent
- Burak Yiğit (* 1986), deutscher Schauspieler
- Burak Yılmaz (* 1985), türkischer Fußballspieler
- Burak Yilmaz (Fußballspieler, 1995) (* 1995), österreichischer Fußballspieler

### Familienname
- Mike Burak (* 1980), kanadischer Rugby-Union-Spieler
- Nil Burak (* 1948), Künstlerin der türkischen Popmusik und Schauspielerin